# Кизилсу-Киргизька автономна префектура
39°42′47″ пн. ш. 76°10′18″ сх. д. / 39.71314° пн. ш. 76.17176° сх. д.
Кизилсу-Киргизька автономна префектура (кит. 克孜勒苏柯尔克孜自治州, пін. Kèzīlèsū Kē'ěrkèzī Zìzhìzhōu) — адміністративна одиниця другого рівня у складі Сіньцзян-Уйгурського автономного району, КНР. Центр префектури — місто Артуш.
Префектура межує з Киргизстаном (Наринська й Ошська області) на півночі та Таджикистаном (Горно-Бадахшанська АО) на заході.

## Адміністративний поділ
Префектура поділяється на 1 місто та 3 повіти:
| Карта                   | Карта   | Карта    | Карта            |
| ----------------------- | ------- | -------- | ---------------- |
| Акто Улугчат Артуш Акчи |         |          |                  |
| Статус                  | Назва   | Оригінал | Населення (2010) |
| Місто                   | Артуш   | 阿图什市 | 240 368          |
| Повіт                   | Акто    | 阿克陶县 | 199 065          |
| Повіт                   | Акчи    | 阿合奇县 | 38 876           |
| Повіт                   | Улугчат | 乌恰县   | 47 261           |